# توزیع هندسی
توزیع هندسی (به انگلیسی: Geometric distribution) توزیعی است گسسته که بیانگر احتمال اولین پیروزی پس از k-1 شکست در فرایند برنولی می‌باشد
{\displaystyle P_{X}(k)={\text{P}}\{X=k\}=(1-p)^{k-1}\,p}
که در آن p احتمال پیروزی در یک دفعه است.

## متغیر تصادفی هندسی
فرض کنید آزمایش‌های مستقلی با احتمال موفقیت p، آن قدر تکرار می‌شود تا یک موفقیت به دست آید. اگر X تعداد آزمایش‌های لازم باشد، آنگاه:
{\displaystyle P\{X=n\}=(1-p)^{n-1}p\qquad n=1,2,3\ldots }

## اثبات
می دانیم شرط لازم و کافی برای X=n آن است که ابتدا، n-1 آزمایش شکست و n اُمین آزمایش موفقیت باشد. از آنجا که برآمدهای متوالی آزمایش‌ها بنا به فرض مستقل هستند داریم  :
{\displaystyle p_{X}(k)={\text{P}}\{X=n\}=p(1-p)^{n-1}}
هر متغیر تصادفی که تابع جرم احتمال به صورت بالا باشد را یک متغیر (فرایند) تصادفی هندسی با پارامتر p می نامیم.
{\displaystyle \sum _{n=1}^{\infty }{\text{Pr}}\{X=n\}=p\sum _{n=1}^{\infty }(1-p)^{n-1}={\frac {p}{1-(1-p)}}=1}
در نتیجه با احتمال ۱، یک موفقیت بالاخره اتفاق می افتد. هر متغیر تصادفی که تابع جرم احتمال به صورت بالا باشد را یک متغیر تصادفی هندسی با پارامتر p می‌نامیم.

## چند مثال ساده
- فرض کنیم می خواهیم رمز عبور 8 کاراکتری یک کامپیوتر را حدس بزنیم. چند مرتبه باید این کار را تکرار کنیم؟
- فرض کنیم یک دارو به احتمال p سبب درمان شود، دارو روی چندمین بیمار مؤثر واقع می‌شود؟
- فرض کنیم احتمال برد یک تیم p باشد، چند مرتبه این تیم باید بازی کند تا  یک بازی  را ببرد ؟

## امید ریاضی متغیر تصادفی هندسی
قصیه: امید ریاضی متغیر تصادفی هندسی با پارامتر p برابر است با 
{\displaystyle {\text{E}}[X]={\frac {1}{p}}}

### اثبات
می دانیم  {\displaystyle p_{X}(k)=(1-p)^{k-1}p}  بنابراین برای محاسبه امید ریاضی می‌بایست عبارت زیر را محاسبه کنیم
{\displaystyle {\text{E}}[X]=\sum _{x}xp_{X}(x)}
پس با ترکیب دو رابطه ی بالا برای متغیر تصادفی هندسی داریم 
{\displaystyle {\text{E}}[X]=\sum _{k=0}^{\infty }k(1-p)^{k-1}p}
حال اگر فرض کنیم 
{\displaystyle F(p)=\sum _{k=0}^{\infty }(1-p)^{k}={\frac {1}{1-(1-p)}}={\frac {1}{p}}}
داریم 
{\displaystyle {\frac {dF(p)}{dp}}=-\sum _{k=0}^{\infty }k(1-p)^{k-1}=-{\frac {1}{p^{2}}}}
در نتیجه 
{\displaystyle {\text{E}}[X]=p{\frac {1}{p^{2}}}={\frac {1}{p}}}

## واریانس متغیر تصادفی هندسی
قضیه: واریانس متغیر تصادفی هندسی با پارامتر p برابر است با
{\displaystyle {\text{var}}[X]={\frac {1-p}{p^{2}}}}

### اثبات
فرض می کنیم پیشامد {\displaystyle A=\{X=1\}} و پیشامد {\displaystyle B=\{X>1\}} 
با توجه به اینکه A و B افرازهای فضای نمونه ی ما هستند، داریم 
{\displaystyle {\text{E}}[X^{2}]={\text{E}}[X^{2}|A]{\text{P}}(A)+{\text{E}}[X^{2}|B]{\text{P}}(B)}
می‌دانیم 
{\displaystyle {\text{E}}[X^{2}|A]={\text{E}}[X^{2}|X=1]=1}

و 
{\displaystyle {\text{E}}[X^{2}|B]={\text{E}}[X^{2}|X>1]={\text{E}}[(X+1)^{2}]={\text{E}}[X^{2}+2X+1]={\text{E}}[X^{2}]+{\frac {2}{p}}+1}
بنابراین
{\displaystyle {\text{E}}[X^{2}]=1\times p+\left({\text{E}}[X^{2}]+{\frac {2}{p}}+1\right)(1-p)}

{\displaystyle {\text{E}}[X^{2}]={\frac {2-p}{p^{2}}}}

در نهایت از آنجا که   {\displaystyle {\text{var}}[X]={\text{E}}[X^{2}]-({\text{E}}[X])^{2}}   داریم
{\displaystyle {\text{var}}[X]={\frac {2-p}{p^{2}}}-{\frac {1}{p^{2}}}={\frac {1-p}{p^{2}}}}

## متغیر تصادفی هندسی بدون حافظه است!
فرض کنیم می دانیم تعداد دفعاتی که سکه‌ای را اندخته ایم از n بیشتر است، احتمال اینکه سکه را بیش از n+m دفعه بی اندازیم تا شیر بیاید چقدر است ؟
{\displaystyle P(X>n+m|X>n)={\frac {P((X>n+m)\cap (X>n))}{P(X>n)}}={\frac {P(X>n+m)}{P(X>n)}}={\frac {(1-p)^{n+m}}{(1-p)^{n}}}=(1-p)^{m}}

پس تنها m بار پرتاب بعدی اهمیت دارد و n بار پرتاب اولیه بی‌ارزش می‌شود.
همچنین می‌توان ثابت کرد اگر یک متغیر تصادفی گسسته بی حافظه باشد، هندسی است. (عکس قضیه)

## امید ریاضی متغیر تصادفی هندسی
امید ریاضی متغیر تصادفی هندسی با پارامتر p برابر است با:
{\displaystyle E[X]={\frac {1}{p}}}

### اثبات
می‌دانیم:
{\displaystyle P_{X}(k)=(1-p)^{k-1}p}
و:
{\displaystyle E[X]=\sum _{x}xP_{X}(x)}
پس با ترکیب دو رابطهٔ بالا برای متغیر تصادفی هندسی داریم:
{\displaystyle E[X]=\sum _{k=0}^{\infty }k(1-p)^{k-1}p}
حال اگر فرض کنیم:
{\displaystyle F(p)=\sum _{k=0}^{\infty }(1-p)^{k-1}={\frac {1}{1-(1-p)}}={\frac {1}{p}}}
داریم:
{\displaystyle {\frac {dF(p)}{dp}}=-\sum _{k=0}^{\infty }k(1-p)^{k-1}=-{\frac {1}{p^{2}}}}
در نتیجه:
{\displaystyle E[X]=p{\frac {1}{p^{2}}}={\frac {1}{p}}}

## واریانس متغیر تصادفی هندسی
واریانس متغیر تصادفی هندسی با پارامتر p برابر است با:
{\displaystyle Var[X]={\frac {1-p}{p^{2}}}}

### اثبات
فرض می‌کنیم پیشامد {\displaystyle A=\{X=1\}} و پیشامد {\displaystyle B=\{X>1\}} :
با توجه به اینکه A و B افرازهای فضای نمونه ی ما هستند، داریم:
{\displaystyle E[X]=E[X|A]P(A)+E[X|B]P(B)}
{\displaystyle E[X^{2}]=E[X^{2}|A]P(A)+E[X^{2}|B]P(B)}
در نتیجه:
{\displaystyle E[X^{2}|A]=E[X^{2}|X=1]=1}
و:
{\displaystyle E[X^{2}|B]=E[X^{2}|X>1]=E[(X+1)^{2}]=E[X^{2}+2X+1]=E[X^{2}]+{\frac {2}{p}}+1}
پس:
{\displaystyle E[X^{2}]=1*p+(E[X^{2}+{\frac {2}{p}}+1)(1-p)}
{\displaystyle E[X^{2}]={\frac {2-p}{p^{2}}}}
در نهایت از آنجا که می‌دانیم {\displaystyle Var[X]=E[X^{2}]-(E[X])^{2}} :
{\displaystyle Var[X]={\frac {2-p}{p^{2}}}-{\frac {1}{p^{2}}}={\frac {1-p}{p^{2}}}}